# Eduard Caudella
Eduard Caudella   (Iași, 3 de juny de 1841 - Iași, 15 d'abril de 1924) va ser un compositor, professor i violinista romanès. Va ser el primer professor de George Enescu.

## Biografia
Nascut en Iași, va estudiar a Berlín amb Hubert Ries i a París amb Massart i Vieuxtemps. Després de nombrosos concerts en ciutats europees, va tornar a Romania el 1861, on va començar a impartir classes al Conservatori de Iași i, al mateix temps, va assumir el càrrec de director d'orquestra del Teatre Nacional d'aquesta ciutat, funció que va exercir durant catorze anys.
Nomenat director del Conservatori de Iaşi el 1893 i impartint classes de violí a partir de llavors, Caudella va publicar nombroses composicions musicals, entre elles les operetes 'Olteanca', en col·laboració amb Otremba, Fata razaşului (1881), Hatmanul Băltag (1883) i Beizadea Epaminonda (1884), a més de Dorman sau Românii si Dacii en col·laboració amb Otremba (1885) i l'òpera  Petru Rareş (1889). També va compondre una gran quantitat de valsos, polques, romanços, fantasies per a violí i piano. Va morir el 15 d'abril de 1924 i va ser enterrat en el cementiri Eternitatea de Iași.